# Vrzounovití
Vrzounovití je čeleď brouků z nadčeledi Scarabaeoidea.
Téměř všechny z 500 druhů jsou druhy tropickými, druhy nalézané v Severní Americe jsou pozoruhodné pro svou velikost, (20–43 mm), na hlavě mají jeden roh a jsou známí svým sociálním chováním, neobvyklým mezi brouky.

## Taxonomie
- Genus Aceraius

Aceraius grandis
- Genus Ceracupes

Ceracupes arrowi
- Genus Chondrocephalus

Chondrocephalus debilis
Chondrocephalus granulifrons
- Genus Cylindrocaulus

Cylindrocaulus patalis
- Genus Heliscus

Heliscus tropicus
- Genus Leptaulax

Leptaulax bicolor
- Genus Odontotaenius

Odontotaenius disjunctus
Odontotaenius floridanus
Odontotaenius striatopunctatus
- Genus Ogyges

Ogyges laevior
- Genus Oileus

Oileus rimator
- Genus Passalus

Passalus affinis
Passalus caelatus
Passalus elfriedae
Passalus inops
Passalus interruptus
Passalus interstitialis
Passalus jansoni
Passalus latifrons
Passalus pugionifer
Passalus punctatostriatus
Passalus punctiger
Passalus spiniger
Passalus unicornis
- Genus Paxillus

Paxillus leachi
Paxillus pentataphylloides
- Genus Pentalobus

Pentalobus barbatus
- Genus Petrejoides

Petrejoides orizabae
- Genus Popilius

Popilius eclipticus
- Genus Proculus

Pro culus burmeisteri
Proculus mniszechi
- Genus Ptichopus

Ptichopus angulatus
- Genus Publius

Publius agassizi
- Genus Spasalus

Spasalus crenatus
- Genus Spurius

Spurius bicornis
- Genus Verres

Verres corticicola
Verres hageni
- Genus Veturius

Veturius transversus